# Rio (Maywood)
Rio is een lied geschreven door Alice May uit 1981. De originele versie werd uitgevoerd door Maywood. In 2012 bracht Inch een coverversie van het nummer uit. Ter gelegenheid van het WK 2014 bracht Gerard Joling een Nederlandstalige versie uit.

## Maywood
Rio is een single van het Nederlandse popduo Maywood, dat bestaat uit de zusjes Alice May en Caren Wood uit 1981. Het nummer was de eerste single afkomstig van hun album Different worlds eveneens uit 1981. Het lied werd geschreven door Alie (Aaltje) de Vries, de eigenlijke naam van Alice May. De single bereikte de derde plaats in zowel de Nederlandse Single Top 100 als de Nederlandse Top 40. In de Vlaamse Radio 2 Top 30 behaalde de single een zevende plaats. Het was na hun nummer 1-hit Late at night hun grootste hit.

### Hitnoteringen

#### Nederlandse Top 40
| Hitnotering: 04-07-1981 t/m 12-09-1981 | Hitnotering: 04-07-1981 t/m 12-09-1981 | Hitnotering: 04-07-1981 t/m 12-09-1981 | Hitnotering: 04-07-1981 t/m 12-09-1981 | Hitnotering: 04-07-1981 t/m 12-09-1981 | Hitnotering: 04-07-1981 t/m 12-09-1981 | Hitnotering: 04-07-1981 t/m 12-09-1981 | Hitnotering: 04-07-1981 t/m 12-09-1981 | Hitnotering: 04-07-1981 t/m 12-09-1981 | Hitnotering: 04-07-1981 t/m 12-09-1981 | Hitnotering: 04-07-1981 t/m 12-09-1981 | Hitnotering: 04-07-1981 t/m 12-09-1981 | Hitnotering: 04-07-1981 t/m 12-09-1981 |
| Week:                                  | 1                                      | 2                                      | 3                                      | 4                                      | 5                                      | 6                                      | 7                                      | 8                                      | 9                                      | 10                                     | 11                                     |                                        |
| -------------------------------------- | -------------------------------------- | -------------------------------------- | -------------------------------------- | -------------------------------------- | -------------------------------------- | -------------------------------------- | -------------------------------------- | -------------------------------------- | -------------------------------------- | -------------------------------------- | -------------------------------------- | -------------------------------------- |
| Positie:                               | 29                                     | 12                                     | 5                                      | 4                                      | 3                                      | 3                                      | 8                                      | 10                                     | 16                                     | 30                                     | 39                                     | uit                                    |

#### NederlandseSingle Top 100
| Hitnotering: 11-07-1981 t/m 26-09-1981 | Hitnotering: 11-07-1981 t/m 26-09-1981 | Hitnotering: 11-07-1981 t/m 26-09-1981 | Hitnotering: 11-07-1981 t/m 26-09-1981 | Hitnotering: 11-07-1981 t/m 26-09-1981 | Hitnotering: 11-07-1981 t/m 26-09-1981 | Hitnotering: 11-07-1981 t/m 26-09-1981 | Hitnotering: 11-07-1981 t/m 26-09-1981 | Hitnotering: 11-07-1981 t/m 26-09-1981 | Hitnotering: 11-07-1981 t/m 26-09-1981 | Hitnotering: 11-07-1981 t/m 26-09-1981 | Hitnotering: 11-07-1981 t/m 26-09-1981 | Hitnotering: 11-07-1981 t/m 26-09-1981 | Hitnotering: 11-07-1981 t/m 26-09-1981 |
| Week:                                  | 1                                      | 2                                      | 3                                      | 4                                      | 5                                      | 6                                      | 7                                      | 8                                      | 9                                      | 10                                     | 11                                     | 12                                     |                                        |
| -------------------------------------- | -------------------------------------- | -------------------------------------- | -------------------------------------- | -------------------------------------- | -------------------------------------- | -------------------------------------- | -------------------------------------- | -------------------------------------- | -------------------------------------- | -------------------------------------- | -------------------------------------- | -------------------------------------- | -------------------------------------- |
| Positie:                               | 11                                     | 3                                      | 4                                      | 4                                      | 4                                      | 7                                      | 8                                      | 13                                     | 23                                     | 33                                     | 44                                     | 45                                     | uit                                    |

#### VlaamseRadio 2 Top 30
| Hitnotering: 11-07-1981 t/m 12-09-1981 | Hitnotering: 11-07-1981 t/m 12-09-1981 | Hitnotering: 11-07-1981 t/m 12-09-1981 | Hitnotering: 11-07-1981 t/m 12-09-1981 | Hitnotering: 11-07-1981 t/m 12-09-1981 | Hitnotering: 11-07-1981 t/m 12-09-1981 | Hitnotering: 11-07-1981 t/m 12-09-1981 | Hitnotering: 11-07-1981 t/m 12-09-1981 | Hitnotering: 11-07-1981 t/m 12-09-1981 | Hitnotering: 11-07-1981 t/m 12-09-1981 | Hitnotering: 11-07-1981 t/m 12-09-1981 | Hitnotering: 11-07-1981 t/m 12-09-1981 |
| Week:                                  | 1                                      | 2                                      | 3                                      | 4                                      | 5                                      | 6                                      | 7                                      | 8                                      | 9                                      | 10                                     |                                        |
| -------------------------------------- | -------------------------------------- | -------------------------------------- | -------------------------------------- | -------------------------------------- | -------------------------------------- | -------------------------------------- | -------------------------------------- | -------------------------------------- | -------------------------------------- | -------------------------------------- | -------------------------------------- |
| Positie:                               | 17                                     | 12                                     | 12                                     | 7                                      | 13                                     | 7                                      | 12                                     | 7                                      | 13                                     | 16                                     | uit                                    |

#### NPO Radio 2 Top 2000
| Nummer met noteringen in de NPO Radio 2 Top 2000 | '99  | '00  |
| ------------------------------------------------ | ---- | ---- |
| Rio                                              | 1750 | 1738 |

1. ↑  Een vetgedrukt getal geeft de hoogste notering aan.
2. ↑  Deze tabel is bijgewerkt tot en met de laatste editie (2024).

## Inch
In 2012 bracht Inge Peters onder haar artiestennaam Inch een coverversie uit van het nummer Rio. De single bereikte een 53ste plaats in de Nederlandse Single Top 100. Peters maakte in 2010 samen met Alice May deel uit van het duo Maywood.

### Hitnotering

#### NederlandseSingle Top 100
| Hitnotering: 19-09-2012 t/m 13-10-2012 | Hitnotering: 19-09-2012 t/m 13-10-2012 | Hitnotering: 19-09-2012 t/m 13-10-2012 | Hitnotering: 19-09-2012 t/m 13-10-2012 | Hitnotering: 19-09-2012 t/m 13-10-2012 | Hitnotering: 19-09-2012 t/m 13-10-2012 | Hitnotering: 19-09-2012 t/m 13-10-2012 |
| Week:                                  | 1                                      | 2                                      | 3                                      | 4                                      | 5                                      |                                        |
| -------------------------------------- | -------------------------------------- | -------------------------------------- | -------------------------------------- | -------------------------------------- | -------------------------------------- | -------------------------------------- |
| Positie:                               | 71                                     | 53                                     | 62                                     | 57                                     | 72                                     | uit                                    |

## Gerard Joling
Voor het Wereldkampioenschap voetbal 2014 in Brazilië bracht de Nederlandse zanger Gerard Joling een Nederlandstalige versie van het nummer Rio uit. De single bereikte een eerste plaats in de Nederlandse Single Top 100. 

### Hitnotering

#### NederlandseSingle Top 100
| Hitnotering: 24-05-2014 t/m 12-07-2014 | Hitnotering: 24-05-2014 t/m 12-07-2014 | Hitnotering: 24-05-2014 t/m 12-07-2014 | Hitnotering: 24-05-2014 t/m 12-07-2014 | Hitnotering: 24-05-2014 t/m 12-07-2014 | Hitnotering: 24-05-2014 t/m 12-07-2014 | Hitnotering: 24-05-2014 t/m 12-07-2014 | Hitnotering: 24-05-2014 t/m 12-07-2014 | Hitnotering: 24-05-2014 t/m 12-07-2014 | Hitnotering: 24-05-2014 t/m 12-07-2014 |
| Week:                                  | 1                                      | 2                                      | 3                                      | 4                                      | 5                                      | 6                                      | 7                                      | 8                                      |                                        |
| -------------------------------------- | -------------------------------------- | -------------------------------------- | -------------------------------------- | -------------------------------------- | -------------------------------------- | -------------------------------------- | -------------------------------------- | -------------------------------------- | -------------------------------------- |
| Positie:                               | 82                                     | 83                                     | 10                                     | 6                                      | 1                                      | 2                                      | 1                                      | 6                                      | uit                                    |

## Gebruik in de media
Het nummer werd ook gebruikt in commercials van de supermarktketens PLUS en Lidl (versie van Joling) en de Wijs op Reis-campagne (origineel van Maywood)